# 보퍼트해

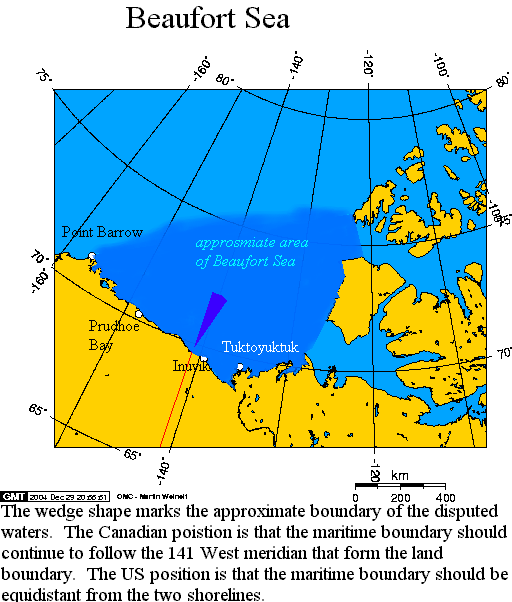
보퍼트 해 지도

보퍼트 해(Beaufort Sea, 프랑스어: mer de Beaufort)는 노스웨스트 준주, 유콘 준주, 알래스카주의 북쪽, 북극 제도의 서쪽에 펼쳐진 북극해의 일부를 말한다. 보퍼트 해의 이름은 수로 측량을 했던 영국 해군의 프랜시스 보퍼트에서 왔다.
메켄지 강을 비롯한 여러 강이 흘러든다. 고래를 비롯한 여러 바닷새들의 주요 서식지이다.
보퍼트 해는 일 년의 대부분이 얼음으로 덮여 있다.

## 같이 보기
- 바다
- 북서항로